# 갈루아 이론
추상대수학에서 갈루아 이론(Galois理論, 영어: Galois theory)은 체의 확대를 그 자기동형군을 통해 연구하는 이론이다. 체의 확대 가운데 갈루아 확대들은 그 자기동형군에 의하여 완전히 결정되며, 이 경우 자기동형군을 갈루아 군이라고 한다.

## 전개
갈루아 이론은 체 {\displaystyle K}의 갈루아 확대를 다룬다. 가장 큰 갈루아 확대는 분해 가능 폐포 {\displaystyle K^{\operatorname {sep} }}이며, 모든 갈루아 확대는 {\displaystyle K^{\operatorname {sep} }}의 부분 확대이다.
갈루아 확대 {\displaystyle L/K}에 대하여, 그 부분 확대들의 격자 {\displaystyle \operatorname {Sub} (L/K)} 및 갈루아 부분 확대들의 격자
{\displaystyle \operatorname {Sub_{Gal}} (L/K)\subset \operatorname {Sub} (L/K)}
를 정의할 수 있다. 또한, 갈루아 군 {\displaystyle \operatorname {Gal} (L/K)}는 사유한군
{\displaystyle \operatorname {Gal} (L/K)=\varprojlim _{M\in \operatorname {Sub_{Gal}} (L/K)}^{[M:K]<\aleph _{0}}\operatorname {Gal} (M/K)}
이므로, 사유한 위상을 주어 위상군으로 만들 수 있다. 갈루아 군의 사유한 위상을 크룰 위상(영어: Krull topology)이라고 한다. 그렇다면, {\displaystyle \operatorname {Gal} (L/K)}의 닫힌 부분군들의  격자
{\displaystyle \operatorname {Sub} (\operatorname {Gal} (L/K))}
및 닫힌 정규 부분군들의 격자
{\displaystyle \operatorname {Sub} _{\vartriangleleft }(\operatorname {Gal} (L/K))\subset \operatorname {Sub} (\operatorname {Gal} (L/K))}
를 정의할 수 있다.
갈루아 이론의 기본 정리(영어: fundamental theorem of Galois theory)에 따르면, 다음과 같은 격자의 동형이 존재한다.
{\displaystyle \operatorname {Sub} (L/K)\cong \left(\operatorname {Sub} (\operatorname {Gal} (L/K)\right)^{\operatorname {op} }}
{\displaystyle \operatorname {Sub_{Gal}} (L/K)\cong \left(\operatorname {Sub} _{\vartriangleleft }(\operatorname {Gal} (L/K)\right)^{\operatorname {op} }}
또한, 둘째 동형사상은 첫째 동형사상의 국한이다. 이 동형사상을 갈루아 접속(영어: Galois connection)이라고 하며, 구체적으로
{\displaystyle \operatorname {Aut} (L/\cdot )\colon \operatorname {Sub} (L/K)\to \left(\operatorname {Sub} (\operatorname {Gal} (L/K)\right)^{\operatorname {op} }}
{\displaystyle M\mapsto \operatorname {Aut} (L/M)}
에 의하여 주어진다. 또한, 모든 {\displaystyle K\subset M'\subset M\subset L}에 대하여
{\displaystyle [M:M']=|\operatorname {Aut} (L/M'):\operatorname {Aut} (L/M)|}
이다.

### 절대 갈루아 이론
모든 갈루아 확대는 분해 가능 폐포 {\displaystyle K^{\operatorname {sep} }}의 부분 확대이므로, 모든 갈루아 군은 분해 가능 폐포의 갈루아 군
{\displaystyle \operatorname {Gal} (K)=\operatorname {Gal} (K^{\operatorname {sep} }/K)}
의 부분군이다. 이를 절대 갈루아 군(영어: absolute Galois group)이라고 한다.

## 예

### 아벨 갈루아 군의 예
유리수체의 갈루아 확대 {\displaystyle \mathbb {Q} ({\sqrt {2}},{\sqrt {3}})}을 생각해 보자. 이 확대의 갈루아 군은 클라인 4원군이다.
{\displaystyle \operatorname {Gal} (\mathbb {Q} ({\sqrt {2}},{\sqrt {3}})/\mathbb {Q} )\cong \mathbb {Z} /2\oplus \mathbb {Z} /2\cong \langle f,g|[f,g],f^{2},g^{2}\rangle }
이 경우, 두 생성원 {\displaystyle f,g}는 {\displaystyle \mathbb {Q} ({\sqrt {2}},{\sqrt {3}})}에 다음과 같이 작용한다.
{\displaystyle f\colon a+b{\sqrt {2}}+c{\sqrt {3}}+d{\sqrt {6}}\mapsto a-b{\sqrt {2}}+c{\sqrt {3}}-d{\sqrt {2}}{\sqrt {3}}}
{\displaystyle g\colon a+b{\sqrt {2}}+c{\sqrt {3}}+d{\sqrt {6}}\mapsto a+b{\sqrt {2}}-c{\sqrt {3}}-d{\sqrt {2}}{\sqrt {3}}}
이 경우, 부분 확대들의 격자와 갈루아 군의 부분군의 반대 격자는 다음과 같다. 두 격자가 서로 동형인 것을 알 수 있다.

### 비아벨 갈루아 군의 예
갈루아 군이 아벨 군이 아닌 가장 단순한 경우는 다음과 같다. {\displaystyle \theta ^{3}=2}이며 {\displaystyle \omega ^{3}=1}이라고 하자. 그렇다면 갈루아 확대 {\displaystyle \mathbb {Q} (\theta ,\omega )}의 갈루아 군은 3차 대칭군과 동형이며, 다음과 같다.
{\displaystyle \operatorname {Gal} (\mathbb {Q} (\theta ,\omega )/\mathbb {Q} )=\{1,f,f^{2},g,gf,gf^{2}\}\cong \operatorname {Sym} (3)}
이 경우, 두 생성원의 작용은 다음과 같다.
{\displaystyle f\colon \theta \mapsto \omega \theta ,\quad \omega \mapsto \omega }
{\displaystyle g\colon \theta \mapsto \theta ,\quad \omega \mapsto \omega ^{2}}
이 경우, 부분 확대들의 격자와 갈루아 군의 부분군의 반대 격자는 다음과 같다.
여기서 갈루아 확대들은 {\displaystyle \mathbb {Q} }, {\displaystyle \mathbb {Q} (\omega )}, {\displaystyle \mathbb {Q} (\theta ,\omega )}이며, 이들은 갈루아 군의 정규 부분군에 대응한다. 나머지 확대들은 분해 가능 확대이지만 정규 확대가 아니므로 갈루아 확대가 아니며, 이에 대응하는 부분군들은 정규 부분군이 아닌 부분군이다.

## 응용

### 방정식의 대수적 해의 존재
갈루아 이론을 통해, 방정식을 거듭 제곱근만을 사용하여 풀 수 있는지 결정할 수 있다. 역사적으로, 갈루아 이론은 이 문제를 해결하기 위해 도입되었다.
유리수체에 대한 다항식 {\displaystyle p\in \mathbb {Q} [x]}을 풀 수 있는지 여부는 그 분해체 {\displaystyle \mathbb {Q} [x]/(p)}의 구조를 분석하여 알 수 있다. 체 {\displaystyle K}에 거듭 제곱근 {\displaystyle {\sqrt[{p}]{a}}}를 추가하여 확장시키는 경우, 그 갈루아 군은 순환군 {\displaystyle \mathbb {Z} /(p)}이다. 즉, 거듭 제곱근을 계속하여 추가하여 얻는 체의 확대는 그 갈루아 군을 일련의 아벨 군들로 분해할 수 있는 경우다. 이렇게, 아벨 군들로 분해할 수 있는 군을 가해군이라고 하며, 다항식의 근을 거듭 제곱근으로 나타낼 수 있는지 여부는 그 다항식이 가해군인지와 동치이다.
유리수체에 대하여, 일반적인 (즉, 해가 겹치지 않는) {\displaystyle n}차 다항식의 분해체의 갈루아 군은 {\displaystyle n}차 대칭군 {\displaystyle \operatorname {Sym} (n)}이다. {\displaystyle n\leq 4}일 경우 {\displaystyle \operatorname {Sym} (n)}은 가해군이지만, {\displaystyle n\geq 5}일 경우 {\displaystyle \operatorname {Sym} (n)}은 가해군이 아니다. 즉, 일반적인 5차 이상의 방정식의 근은 거듭제곱근만으로 나타낼 수 없다. 이를 아벨-루피니 정리(영어: Abel–Ruffini theorem)라고 한다. 그러나 특수한 5차 이상 방정식의 경우 그 분해체의 갈루아 군이 가해군일 수 있으며, 이 경우 거듭제곱근으로 풀 수 있다.

### 작도 가능성
고전 기하학의 작도는 오직 직선과 원만을 사용한다. 원은 이차 곡선이므로, 이는 이차 방정식을 푸는 것과 같다. 기약 이차 방정식의 근을 추가하는 확대는 차수가 2인 확대이므로, 고전적 작도로서 작도할 수 있는 두 선분의 길이의 비는 항상 유리수체의 이차 확대들
{\displaystyle \mathbb {Q} =K_{0}\subset K_{1}\subset K_{2}\subset \cdots \subset K_{n}}
{\displaystyle [K_{i+1}/K_{i}]=2}
가운데 하나에 속해야 한다. 이러한 수를 작도 가능한 수라고 한다.
이를 사용하여, 여러 고전적 작도 문제의 (불)가능성을 쉽게 보일 수 있다. 예를 들어, 입방 배적 문제는 {\displaystyle {\sqrt[{3}]{2}}}가 작도 가능한지 여부인데,
{\displaystyle \mathbb {Q} ({\sqrt[{3}]{2}})=\mathbb {Q} \oplus {\sqrt[{3}]{2}}\mathbb {Q} \oplus {\sqrt[{3}]{4}}\mathbb {Q} }
이므로
{\displaystyle [\mathbb {Q} ({\sqrt[{3}]{2}}):\mathbb {Q} ]=3}
이며, 따라서 {\displaystyle {\sqrt[{3}]{2}}}는 작도할 수 없다.
마찬가지로, 원적 문제는 {\displaystyle {\sqrt {\pi }}}가 작도 가능한지 여부를 묻는다. 원주율은 초월수이므로, {\displaystyle {\sqrt {\pi }}} 역시 초월수이다. (이는 두 대수적 수의 곱은 대수적 수이기 때문이다.) 따라서 원적 문제는 풀 수 없다.
각의 3등분 문제 역시 3차 방정식의 근이 필요하므로 풀 수 없다. 구체적으로, 60도 각은 작도 가능하지만, 그 3등분인 20도 각은 작도 가능하지 않다. 이는 {\displaystyle \cos 20^{\circ }}가 작도 가능한 수가 아니라고 말하는 것과 같다. 구체적으로, 삼각 함수의 세배각 공식
{\displaystyle \cos 3\theta =4\cos ^{3}\theta -3\cos \theta }
을 생각하자. 여기에 {\displaystyle \theta =60^{\circ }}를 대입하면
{\displaystyle 1/2=4\cos ^{3}20^{\circ }-3\cos 20^{\circ }}
을 얻는다. 즉, {\displaystyle \cos 20^{\circ }}는 3차 방정식 {\displaystyle 4x^{3}-3x-1/2=0}의 해이다. 이는 기약 3차 방정식이다. 실제로, {\displaystyle x=(y+1)/2}와 같이 치환하면 이는 {\displaystyle y^{3}+3y^{2}-3=0}이 되는데, 아이젠슈타인 판정법에 의하여 좌변은 기약 다항식이다. 즉,
{\displaystyle [\mathbb {Q} (\cos 20^{\circ }):\mathbb {Q} ]=3}
이다.

## 역사
프랑스의 수학자 에바리스트 갈루아가 제창하였다. 갈루아는 유한 차수 갈루아 확대의 경우, 치환군을 이용해서 주어진 방정식의 다양한 해들이 서로 어떻게 대응되는가를 기술하였고, 이 과정에서 군의 개념을 도입하였다.
이후 갈루아 이론은 리하르트 데데킨트, 레오폴트 크로네커, 에밀 아르틴 등에 의해 추상화되었고, 무한한 차수의 갈루아 확대의 경우가 사유한군 이론의 도입으로 완성되었다. 알렉산더 그로텐디크는 갈루아 이론을 대수기하학을 사용하여 임의의 스킴의 에탈 기본군에 대한 이론으로 일반화시켰다.

## 같이 보기
- 갈루아군
- 절대 갈루아 군
- 갈루아 모듈
- 가해군

## 참고 문헌
- 김중명 (2013). 《열세 살 딸에게 가르치는 갈루아 이론》. 김슬기·신기철 역. 승산. ISBN 978-896139052-1.
  - 金 重明 (2011년 7월 28일). 《13歳の娘に語る ガロアの数学》 (일본어). 岩波書店. ISBN 978-4-00-005211-5. 2014년 12월 19일에 원본 문서에서 보존된 문서. 2014년 11월 14일에 확인함.
- Artin, Emil (1998). 《Galois Theory》 (영어). Dover. ISBN 0-486-62342-4.
- Bewersdorff, Jörg (2015). 《(초보자를 위한) 갈루아 이론》. 경문사. ISBN 978-89-6105-921-3. 원저자료: Bewersdorff, Jörg (2006). 《Galois theory for beginners: a historical perspective》 (영어). American Mathematical Society. ISBN 0-8218-3817-2. Zbl 1114.12002.
- Edwards, Harold M. (1984). 《Galois theory》. Graduate Texts in Mathematics (영어) 101. Springer. ISBN 978-0-387-90980-6. ISSN 0072-5285.
- Lang, Serge (1994). 《Algebraic number theory》 (영어). Springer. ISBN 978-0-387-94225-4.
- Postnikov, Mikhail Mikhailovich (2004). 《Foundations of Galois theory》 (영어). Ann Swinfen 역. Dover. ISBN 0-486-43518-0. MR 2043554.
- Rotman, Joseph (1998). 《Galois theory》 (영어). Universitext 2판. Springer. doi:10.1007/978-1-4612-0617-0. ISBN 978-0-387-98541-1. ISSN 0172-5939. Zbl 0924.12001.
- Völklein, Helmut (1996). 《Groups as Galois groups: an introduction》. Cambridge Studies in Advanced Mathematics (영어) 53. Cambridge University Press. ISBN 978-0-521-56280-5. Zbl 0868.12003.
- Stillwell, John (1994년 1월). “Galois theory for beginners”. 《The American Mathematical Monthly》 (영어) 101 (1): 22–27. doi:10.2307/2325119. ISSN 0002-9890. JSTOR 2325119. MR 1252701. Zbl 0803.12002.